# Naše nynější krize
Naše nynější krize je politicky zaměřená práce Masaryka, která poprvé vyšla v roce 1895 (jako Naše nynější krise, starší pravopis). Bezprostředně navazuje na předchozí práci Česká otázka a zaměřuje se hlavně na soupeření v rámci české politické scény.

Otázku české pozice v rámci celé Evropy opět řeší spíše okrajově. Stejně jako v České otázce i zde se staví proti patetickému „hejslovanění“. Odmítá výpady některých mladočechů, podle nichž se realisté, „zkažení západní kulturou“, staví proti české a slovanské myšlence. Jak píše: 
„Naší odpůrcové posud neučinili opravdovějšího pokusu, aby nám vyložili, co je podle jejich mínění kultura česká a slovanská, co je kultura západní a v čem hledat přednost a výbornost oné a podřízenost a zhoubnost této.“

Skutečně mezinárodním postavením českého národa se ovšem Masaryk v té době ještě nezabývá. Některými formulacemi otázku samostatnosti českého státu explicitně odsouvá na vedlejší kolej. 
„Nepodceňuji státu a jeho moci, avšak stojím podle svého přesvědčení především o politiku vnitřní… Nevěřím ve všemohoucnost státní a tedy nevěřím ani ve všemohoucnost státu českého… V pouhém státním právu spása naše není. Rozumí se (a řekl jsem to), že nemám ničeho proti státoprávnímu úsilí politickému, tvrdím jen, že primum necessarium je vzdělání a mravnost.“

Ve druhém vydání (1908), na rozdíl od prvního, připouští Masaryk pro hájení zájmů národa i válku, avšak pouze "spravedlivou", obrannou.